# Иосиф Фердинанд Тосканский

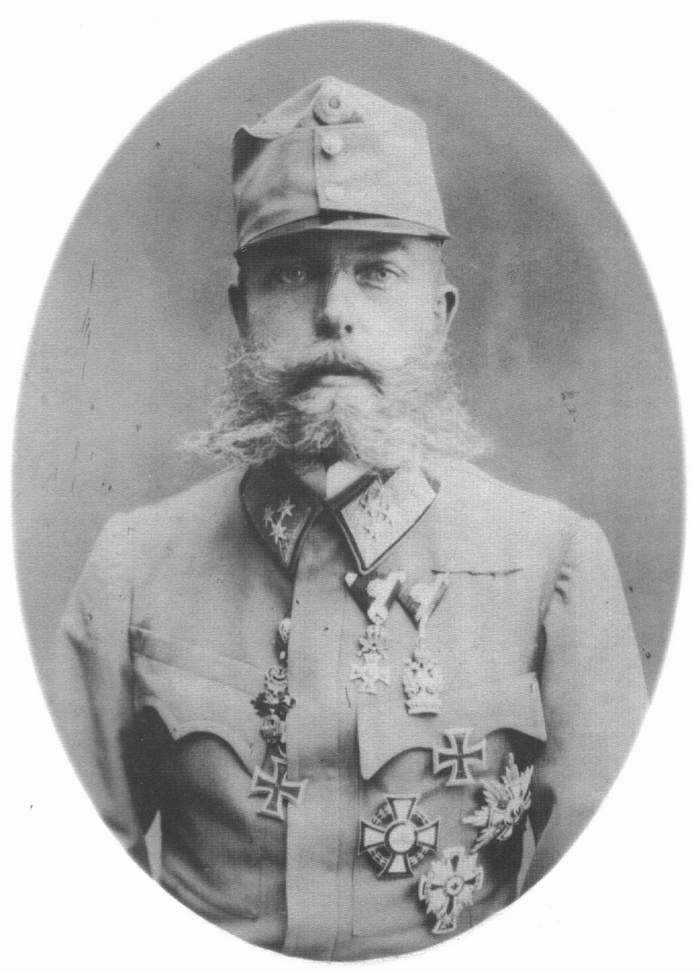
Иосиф Фердинанд. Фото 1916 года.

Иосиф Фердинанд (нем. Joseph Ferdinand von Österreich-Toskana; 24 мая 1872, Зальцбург — 28 февраля 1942, Вена) — австрийский эрцгерцог, военачальник, генерал-полковник.

## Биография
Родился в семье герцога Тосканского Фердинанда IV. Был 2-м сыном и 4-м ребёнком в семье. После нескольких скандалов его старший брат эрцгерцог Леопольд-Фердинанд был исключён из состава фамилии Габсбургов и принял имя Леопольда Вёльфинга. Иосиф Фердинанд стал наследником, а затем и главой тосканской ветви Габсбургов.
Учился в военном реальном училище. В 1892 году окончил Терезианскую военную академию. Был выпущен в Тирольский стрелковый полк. Служил в 93-м, 17-м, 59-м пехотном и 4-м Тирольском егерском полках. В 1905—1908 годах командир — 93-го пехотного полка, с октября 1908 года — 5-й пехотной бригады, с января 1911 года — 3-й пехотной дивизии в Линце.
Увлекался охотой и воздухоплаванием, совершил несколько путешествий на воздушном шаре. В 1909 году он преодолел расстояние от своей резиденции в Линце до французского города Дьеп за 16 часов.

### Первая мировая война
С началом войны назначен командиром XIV армейского корпуса, входившего в состав 3-й армии генерала Р. Брудермана. Участвовал с ним в Галицийской битве. 30 сентября 1914 года назначен командующим 4-й армией после смещения с поста командующего Ауффенберга.
В 1915 году командовал армией в Зимнем сражении в Карпатах и общем летнем наступлении германо-австрийских войск после Горлицкого прорыва., в частности, в Люблин-Холмской операции 9 - 22 июля 1915 г. В 1916 году получил чин генерал-полковника.
Летом 1916 года разбит русской 8-й армией генерала Каледина во время Брусиловского наступления и отступил за реку Стырь. После этого снят с поста командующего армией «по состоянию здоровья». Передал армию генералу К. Терстянскому фон Надас.
После вступления на престол императора Карла I был назначен генерал-инспектором ВВС. В 1918 году вышел в отставку.

### Жизнь после войны
После распада Австро-Венгерской империи жил в Австрии как обычный гражданин, так как, в отличие от других Габсбургов, отказался от каких-либо политических и имущественных претензий. После аншлюса Австрии гитлеровской Германией был арестован. Сначала жил под домашним арестом, но затем отправлен в концлагерь Дахау. Находился там несколько месяцев, после чего был освобождён благодаря помощи Альберта Геринга и заступничеству Германа Геринга, с которым познакомился во время Первой мировой войны. Умер 25 августа 1942 года в Вене. 
2 мая 1921 года женился на Розе Кальтенбрунер (1878—1929). Так как брак был морганатическим, Иосиф отказался от главенства в Тосканском доме передав титул младшему брату, Петеру Фердинанду. Супруги развелись в 1928 году. Детей в браке не было. 27 января 1929 года женился на Гертруде Томанек фон Бейерфельс-Мондзее (1902—1997), от которой у него было двое детей:
- Эрцгерцогиня Клавдия Австрийская (6 апреля 1930 — 2017), замужем не была. Детей не имела.
- Эрцгерцог Максимилиан Австрийский (17 марта 1932 — 30 апреля 2024), 3 сентября 1961 года женился на Дорис Уильямс. У них родилась одна дочь:
  - Эрцгерцогиня Мария Камилла Австрийская (род. 29 мая 1962), не замужем. Детей нет.[9]